# Hamza Alić
Hamza Alić je bosanskohercegovački atletičar, bacač kugle, rodom iz Srebrenice. Osobni rekord u bacanju kugle mu je 21,07 m Predstavljao je Bosnu i Hercegovinu na olimpijskim igrama u Pekingu. Osvojio je srebrenu medalju na Europskom dvoranskom prvenstvu u švedskom Geteborgu 2013. godine. Nakon osvajanja zlatne medalje Zlatana Saračevića, također u bacanju kugle na Europskom dvoranskom prvenstvu 1980., Alićevo srebro predstavlja jedan od najvećih uspjeha bosanskohercegovačke atletike i bh. sporta uopće. Trenutačno je član Atletskog kluba Zenica.

## Vanjske poveznice
- Profil Hamze Alića na stranici IAAF-a  Arhivirana inačica izvorne stranice od 24. svibnja 2008. (Wayback Machine)